# Torricella Sicura
Torricella Sicura község (comune) Olaszország Abruzzo régiójában, Teramo megyében.

## Fekvése
A megye északnyugati részén fekszik. Határai: Campli, Cortino, Rocca Santa Maria, Teramo és Valle Castellana.

## Története
A település eredetére vonatkozóan nincsenek pontos adatok. Középkori alapítású, bár a régészeti kutatások római kori leleteket is találtak, amelyekről valószínűsítik, hogy egykori thermák maradványai. Önálló községgé a 19. század elején vált, amikor a Nápolyi Királyságban felszámolták a feudalizmust.

## Népessége
A népesség számának alakulása:

## Főbb látnivalói
- San Paolo-templom
- Santa Maria Assunta-templom (Ioanella)
- Santa Barbara-templom (Ioanella)
- San Pietro di Azzano-templom